# Министерство иностранных дел Пакистана

Министерство иностранных дел Пакистана (урду وزارت   امورِ خارجہ‎) — одно из наиболее важных министерств в пакистанском правительстве. Министерство отвечает за реализацию внешней политики Пакистана, поощрение экономических, культурных и научных связей с другими странами.
Министерство иностранных дел располагается в комплексе правительственных зданий в Исламабаде. 
Текущий Министр иностранных дел — Билавал Зардари.

## История
Министерство было создано в 1947 году, сразу после раздела Британской Индии и образовании Пакистана. Первым министром иностранных дел был известный пакистанский государственный деятель Мухаммад Хан Зафрулла.
Министр иностранных дел назначается премьер-министром Пакистана.